# Woodhull
Woodhull é uma vila localizada no estado americano de Illinois, no Condado de Henry.

## Demografia
Segundo o censo americano de 2000, a sua população era de 809 habitantes.
Em 2006 foi estimada uma população de 808, um decréscimo de 1 (-0.1%).

## Geografia
De acordo com o United States Census Bureau tem uma área de
2,1 km², todos cobertos por terra. Woodhull localiza-se a aproximadamente 247 m acima do nível do mar.

## Localidades na vizinhança
O diagrama seguinte representa as localidades num raio de 16 km ao redor de Woodhull.